# Приветное (Чернобаевский район)
Приветное (укр. Привітне; до 2016 года — Коминтерн, укр. Комінтерн) — село в Чернобаевском районе Черкасской области Украины.

## История
Село возникло в 1920-х годах на месте нескольких хуторов. В советский период Коминтерн был известен по размещавшемуся там опытному советскому хозяйству. За высокие достижения в сельском хозяйстве, указом президиума Верховного Совета СССР, совхоз Коминтерн был награждён орденом Ленина, а директор, Михаил Владиславович Консовский, удостоен звания Героя Социалистического труда.
В 2016 году в рамках проводимой политики декоммунизации получило название Приветное.

## Население
Население по переписи 2001 года составляло 663 человек.

### Языковой состав
Родной язык населения по данным переписи 2001 года:
| Язык       | Численность, чел. | Доля     |
| ---------- | ----------------- | -------- |
| Украинский | 647               | 97,59 %  |
| Русский    | 14                | 2,11 %   |
| Другое     | 2                 | 0,30 %   |
| Итого      | 663               | 100,00 % |

## Достопримечательности
На территории местной школы находится памятник Поддубному Ивану Максимовичу, который родился в соседнем селе.

## Известные жители и уроженцы
- Зинник, Вера Филипповна (1923—1998) — Герой Социалистического Труда.
- Консовский, Михаил Владиславович (1911—2000) — Герой Социалистического Труда.